# Нільтава палаванська
Нільтава палаванська (Cyornis lemprieri) — вид горобцеподібних птахів родини мухоловкових (Muscicapidae). Ендемік Філіппін.

## Поширення і екологія
Палаванські нільтави живуть в сухих тропічних лісах на островах Палаван, Балабак, Кульон і Калауїт

## Збереження
МСОП вважає стан збереження цього виду близьким до загрозливого. Йому загрожує знищення природного середовища.